# L'Amant de minuit
Pour plus de détails, voir Fiche technique et Distribution.
L'Amant de minuit (titre original : Oh, For a Man!) est un film américain réalisé par Hamilton MacFadden, sorti en 1930.

## Synopsis
Carlotta Manson, une diva qui souhaite quitter le monde de l'opéra, fait la rencontre d'un cambrioleur, qui entre dans son boudoir. Les deux vont se lier d'amitié...

## Fiche technique
- Titre : L'Amant de minuit
- Titre original : Oh, For a Man!
- Réalisation : Hamilton MacFadden
- Scénario : Philip Klein et Lynn Starling, d'après l'œuvre de Mary Watkins
- Photographie : Charles G. Clarke
- Montage : Alfred DeGaetano
- Musique : Peter Brunelli
- Costumes : Sophie Wachner
- Producteur : William Fox
- Société de production : Fox Film Corporation
- Société de distribution : Fox Film Corporation
- Pays d'origine :  États-Unis
- Format : Noir et blanc - Mono - 35 mm
- Genre : Film musical
- Durée : 78 minutes
- Date de sortie : 
  -  États-Unis : 28 novembre 1930

## Distribution
- Jeanette MacDonald : Carlotta Manson
- Reginald Denny : Barney McGann
- Marjorie White : "Pug" Morini
- Warren Hymer : Totsy Franklin
- Alison Skipworth : Laura
- Albert Conti : Pek
- Bela Lugosi : Frescatti
- André Cheron : Costello
- William Davidson : Kerry Stokes
- Mary Gordon
- Donald Hall
- Evelyn Hall
- Althea Henley
- Gino Corrado
- Bodil Rosing

## Crédit d'auteurs
- (en) Cet article est partiellement ou en totalité issu de l’article de Wikipédia en anglais intitulé « Oh, For a Man! » (voir la liste des auteurs).